# Rhinolophus thailandensis
Rhinolophus thailandensis är en fladdermus i släktet hästskonäsor som förekommer i Sydostasien.
Individerna når en kroppslängd (huvud och bål) av 63 till 72 mm och en svanslängd av 18 till 24 mm. De har 56 till 61 mm långa underarmar, cirka 11 mm långa bakfötter och 26 till 32 mm stora öron. Håren som bildar ovansidans päls är vita nära roten och bruna vid spetsen, något som ger ett ljusbrunt till brunt utseende. På undersidan är pälsen ljusare och mer grå. Liksom hos andra släktmedlemmar liknar näsbladets (hudflikar på näsan) grundform en hästsko. Arten har en diploid kromosomuppsättning med 60 kromosomer (2n=60).
Populationen infogades tidigare i Rhinolophus yunanensis. Den godkänns sedan 2009 som art på grund av en avvikande karyotyp och på grund av differenser i kraniets konstruktion.
Arten lever i norra Thailand och kanske även i angränsande regioner. Den vistas i låglandet och i bergstrakter mellan 80 och 1800 meter över havet. Habitatet utgörs av fuktiga skogar. Rhinolophus thailandensis vilar i kalkstensgrottor. Den jagar olika insekter med hjälp av ekolokalisering. Lätet var i Thailand starkast vid 50 kHz och i Kambodja vid 54 kHz.
Landskapsförändringar och störningar vid viloplatsen kan påverka arten negativt. Hela populationen anses vara stabil. IUCN listar Rhinolophus thailandensis som livskraftig (LC).